# 10188 Yasuoyoneda
10188 Yasuoyoneda (1996 JY) là một tiểu hành tinh vành đai chính được phát hiện ngày 14 tháng 5 năm 1996 bởi R. H. McNaught và Y. Ikari ở Moriyama.